# Dragon Ball Z: Infinite World
Dragon Ball Z: Infinite World, (ドラゴンボールZインフィニットワールド Doragon Bōru Zetto Infinitto Wārudo?) es un videojuego de lucha para PlayStation 2 basado en la serie de anime y manga Dragon Ball. El videojuego fue desarrollado por Dimps y publicado en América del Norte por Atari y en Europa y Japón por Namco Bandai Games bajo la etiqueta Bandai. Fue lanzado en América del Norte el 4 de noviembre de 2008, en Japón el 4 de diciembre y en Europa al día siguiente.
En el videojuego, el jugador enfrenta a su personaje contra otros personajes controlados por la IA del juego o por otro jugador, dependiendo del modo en que se encuentren el jugador o los jugadores. El modo de juego Dragon Mission presenta otras mecánicas de juego, lo que hace la jugabilidad menos lineal. Una semana después del lanzamiento inicial del videojuego en Japón, se vendieron 76 452 unidades. El videojuego recibió críticas generalmente positivas del público, y mixtas de los críticos, y algunas publicaciones de videojuegos comentaron las similitudes entre otros videojuegos de Dragon Ball Z.

## Jugabilidad
La jugabilidad es esencialmente la misma que la de los videojuegos de Dragon Ball Z: Budokai, con algunos elementos heredados de Dragon Ball Z: Burst Limit. Los jugadores toman el control de un personaje de la franquicia de Dragon Ball para usarlos en combate. El videojuego cuenta con 42 personajes jugables, en comparación con Budokai 3, que tenía 38 personajes en su lista.
El modo historia, llamado Dragon Mission, se muestra como un mapa con varios iconos objetivos de misiones que narran algunas de las batallas dentro de Dragon Ball Z y Dragon Ball GT. Los jugadores toman el control de su icono, un avatar del personaje Goku, con el cual pueden ir caminando o corriendo hacia un icono de misión disponible. Estas misiones van desde batallas de resistencia estándar y cronometradas. Otras misiones incluyen minijuegos como búsquedas a pie, carreras para llegar a un destino o encontrar un objeto, ejecutar una secuencia de botones en el orden y ritmo correctos y un modo en primera persona.
Las cápsulas de habilidad vuelven de los videojuegos de Budokai. Permiten a los jugadores personalizar personajes con una variedad de técnicas y atributos especiales. Las cápsulas se pueden comprar con Zeni, y mientras el jugador compre varias cápsulas del mismo tipo, más fuertes se vuelven sus efectos. Esto difiere de los videojuegos de Budokai, donde las habilidades tenían que ser colocadas varias veces en un personaje para que se volvieran más fuertes.
Un modo llamado "Fighter's Road" se desbloquea después de que se cumplan ciertos objetivos. Los jugadores participan en una serie de batallas en cuatro de los mapas del modo Dragon Mission. Como en Dragon Mission, los jugadores son recompensados con una cierta cantidad de Zeni después de cada victoria. También son recompensados con más Zeni según la cantidad de batallas que hayan ganado al finalizar la partida.

## Desarrollo
El videojuego fue anunciado por primera vez en agosto de 2008 por el sitio web francés de Atari. El anuncio mencionaba que el videojuego estaba siendo desarrollado por Dimps y que conservaría muchas de las cualidades encontradas en la serie Budokai, pero incluiría nuevas mejoras como el modo Dragon Mission y el sistema de combate simplificado de Burst Limit. También se prometió que el videojuego contaría con cuarenta personajes jugables, sin incluir las transformaciones, y se le dio una fecha de lanzamiento europea en algún momento de diciembre de ese año. Con el anuncio se incluyeron varias capturas de pantalla que revelaron la jugabilidad del sistema de combate y cuatro de los minijuegos de las sagas Saiyayin y Androides. Esto fue seguido por un anuncio publicado en la página norteamericana de Atari que reveló que conservarían el título "Infinite World" y una fecha de lanzamiento en algún momento de noviembre. Por la misma época, V Jump anunció que el videojuego se lanzaría en Japón y que también utilizaría el título "Infinite World". En septiembre, se publicó más información que indicaba que se reutilizaría el sistema de cápsulas de Budokai y el audio incluiría doblaje tanto en inglés como en japonés. En octubre, Famitsu publicó más capturas de pantalla que revelaron más minijuegos dentro de las sagas de Freezer y Cell. El 15 de octubre, Atari lanzó un comunicado de prensa anunciando que el desarrollo del videojuego había sido completado. Unos días más tarde el videojuego se dio a conocer en el Tokyo Game Show.
Según el productor Riyo Mito, el título "Infinite World" del videojuego implica la inmensa jugabilidad del universo épico de Dragon Ball dentro del alcance del modo Dragon Mission. También mencionó que esta es la cuarta entrega de la serie Budokai. En ese entonces, el videojuego fue lanzado en PlayStation 2 para apuntar a los fanáticos que no tenían acceso a las consolas PlayStation 3 y Xbox 360 para jugar el título anterior, Burst Limit.

## Música
El compositor Kenji Yamamoto regresa para proporcionar música para el videojuego junto con Kanon Yamamoto, con ambos acreditados como Kenz y Canon, respectivamente. Hay veintidós pistas creadas exclusivamente para el videojuego, mientras que el resto se transfiere de los tres videojuegos anteriores de la saga Budokai. Los temas principales del videojuego "Hikari no Sasu Mirai e!" y "Dragon Ball Party" fueron escritos por Yuriko Mori e interpretados por Hironobu Kageyama. Sin embargo, la carátula del videojuego solo presenta a Kageyama como colaborador, y el manual de instrucciones no muestra ningún crédito musical, causando que la gente de la comunidad de jugadores, no familiarizada con el material, crea que Kageyama fue el compositor del videojuego. Algunos críticos han recalcado en sus reseñas que la música fue lo mejor del videojuego. La nueva música fue lanzada como Dragon Ball Z: Infinite World Original Soundtrack por Lantis el 7 de enero de 2009, mientras que los temas principales fueron lanzados como single por King Records el 25 de diciembre de 2008.

## Recepción
Tras el lanzamiento, Infinite World se convirtió en el segundo videojuego más vendido en Japón, vendiendo 76 452 unidades la primera semana en el país, justo detrás de El profesor Layton y el futuro perdido. Se informó que el videojuego, junto con Backyard Baseball y Alone in the Dark, ayudaron a Atari a salir de su depresión financiera con un aumento neto del 44.5 por ciento.
A pesar de sus ventas, el videojuego recibió críticas mixtas y obtuvo puntajes agregados de 48/100 en Metacritic y 50.80% en GameRankings. Greg Miller de IGN calificó la jugabilidad de repetitiva y concluyó su reseña diciendo «No jueguen Dragon Ball Z: Infinite World». McKinley Noble de GamePro calificó al modo Dragon Mission como demasiado desalentador y comparó los anillos de tiempo del videojuego con los de Superman 64. Sin embargo, mencionó que es un videojuego satisfactorio para los verdaderos fanáticos "hardcore" del anime. Dakota Grabowski de GameZone declaró que el videojuego «no podría ser más insípido aunque lo intentara». Robert Workman de GameDaily llamó a las misiones "cojas", los minijuegos ridículamente malos, y el videojuego en sí aburrido. Siguió sugiriendo a los jugadores que buscan un videojuego de Dragon Ball Z que compren un título anterior.